# Wolfen (film)
Pour les articles homonymes, voir Wolfen.
Pour plus de détails, voir Fiche technique et Distribution.
Wolfen est un film américain réalisé par Michael Wadleigh, sorti en 1981. Le scénario est une adaptation du roman Wolfen, dieu ou diable (1978) de Whitley Strieber.
En France, le film est diffusé le 26 septembre 1988 sur La Cinq

## Synopsis
New York. Un riche promoteur immobilier, Christopher Van der Veer, s'apprête à démolir un vieux quartier du South Bronx, transformé en décharge publique, pour y construire un complexe immobilier. Depuis ce terrain vague, des ombres silencieuses se déplacent dans toute la ville et tuent des gens aux organes malades. Van der Veer et sa femme sont retrouvés sauvagement assassinés. L'inspecteur Dewey Wilson est rappelé dans le service actif pour mener l'enquête. Sur les lieux du crime, Wilson rencontre Warren, son supérieur. Sous la pression exercée par le commissaire de police et le maire pour résoudre l'affaire, Warren associe Wilson à Rebecca Neff, experte en psychologie légale. Un sans-abri est tué par un être monstrueux dans une église abandonnée qui devait être démolie par Van der Veer. Wilson et Neff enquêtent sur son meurtre. À l'église, Neff est attirée au clocher par les pleurs d'un bébé. Wilson la suit mais n'entend pas les pleurs ; une fois Neff séparée de lui, il entend un loup hurler. Cette nuit-là, un ouvrier est assassiné par la même créature.
Le médecin légiste Whittington découvre des poils non humains sur plusieurs victimes et consulte le zoologiste Ferguson. Ferguson identifie les poils comme appartenant à un loup mais explique que ces poils particuliers n'appartiennent à aucune sous-espèce connue. Ferguson fait un comparatif entre les loups et les Amérindiens, éveillant l'intérêt de Wilson. Ce dernier va voir Eddie Holt, un militant Amérindien travaillant dans le bâtiment qu'il a arrêté il y a quelques années pour le meurtre d'un indicateur. Tandis que Wilson l'interroge sur le pont de Manhattan, Holt prétend être un métamorphe. Wilson décide de ne pas arrêter Holt mais de le prendre en filature.
Suivant des indices d'animaux, Ferguson se rend à Central Park, où le tueur lui tend une embuscade dans un tunnel. Le lendemain, Whittington et Wilson surveillent l'église, armés de fusils de tireur d'élite et d'équipement sonore mais un animal qui semble être un loup tue Whittington. Pendant ce temps, des agents de sécurité travaillant pour Van der Veer appréhendent une cellule terroriste en relation avec son meurtre. Wilson s'échappe de l'église et retrouve Holt et ses amis. Le groupe d'Amérindiens révèle la vraie nature du tueur comme Wolfen, l'esprit du loup. Ils expliquent que les Wolfen ont des capacités extraordinaires et pourraient être des dieux. Le chef du groupe, un vieil Indien, informe Wilson que Wolfen tue pour protéger son territoire de chasse. Wilson décide de mettre fin à son implication dans l'affaire Van der Veer, mais lui, Neff et Warren sont pris en chasse à Wall Street par la meute de Wolfen. Warren est tué pendant que Wilson et Neff s'enfuient.
Wilson et Neff sont coincés dans la maison de Van der Veer par la meute de Wolfen menée par son mâle alpha. Wilson détruit la maquette du projet de construction qui menaçait leur territoire de chasse, essayant d'expliquer que la menace n'existe plus et que lui et Neff ne sont pas des ennemis. Les Wolfen disparaissent au moment où la police fait irruption. Wilson prétend que l'attaque est l'œuvre des terroristes. Dans une voix off, Wilson explique que les Wolfen continueront de s'attaquer aux membres faibles et isolés du troupeau humain comme le font les humains les uns envers les autres par le biais de conflits de classes. Ils continueront d'être invisibles pour l'humanité en raison de leur nature ; non pas des esprits mais des prédateurs, plus hauts que les humains dans la chaîne alimentaire.

## Fiche technique
- Titre français et original : Wolfen
- Réalisation : Michael Wadleigh
- Scénario : Michael Wadleigh, David Eyre et Eric Roth, d'après le roman de Whitley Strieber Wolfen, dieu ou diable (The Wolfen)
- Musique : James Horner
- Photographie : Gerry Fisher
- Montage : Chris Lebenzon, Dennis Dolan, Martin J. Bram et Marshall M. Borden
- Décors : Paul Sylbert
- Costumes : John Boxer
- Production : Rupert Hitzig et Alan King
- Sociétés de production : Orion Pictures
- Budget : 17 000 000 S[1]
- Pays d'origine :  États-Unis
- Format : couleurs - 2,20:1 - Dolby Stéréo - 35 mm
- Genre : horreur, fantastique, policier
- Durée : 115 minutes
- Dates de sortie : 
  - États-Unis : 24 juillet 1981
  - France : 3 mars 1982
- Classification : tout public avec avertissement lors de sa sortie en France
- Affiche : Michel Landi (France)

## Distribution
- Albert Finney (VF : Jean-Claude Michel) : Dewey Wilson
- Diane Venora (VF : Martine Messager) : Rebecca Neff
- Edward James Olmos (VF : Joël Martineau) : Eddie Holt
- Gregory Hines (VF : Sady Rebbot) : Whittington
- Tom Noonan (VF : Bernard Murat) : Ferguson
- Sam Gray (VF : Claude D'Yd) : le maire
- Dick O'Neill (VF : Francis Lax) : Warren
- Dehl Berti (en) (VF : Edmond Bernard) : le vieil Indien
- Max M. Brown (VF : Daniel Gall) : Christopher Van der Veer
- Anne Marie Pohtamo (VF : Sylvie Feit) : Pauline Van der Veer
- Peter Michael Goetz (VF : Philippe Ogouz) : Ross
- Ralph Bell (VF : Michel Gudin) : le commissaire
- Reginald Veljohnson (VF : Jacques Deschamps) : le légiste
- Patricia Parris : voix de l'ESS

## Production
Dustin Hoffman était intéressé pour interpréter le rôle principal mais Michael Wadleigh a insisté pour avoir Albert Finney.
Lors du tournage, un quartier entier de New York a été barricadé avec de hautes palissades pour permettre à l'équipe de production de tourner avec les loups en toute sécurité. L'idée de la vision du loup à la première personne vient de Robert Blalack, qui avait déjà travaillé sur Star Wars. Le réalisateur John McTiernan s'en est inspiré pour son film Predator (1987).

## Accueil

### Box-office
Le film a été un échec commercial, rapportant environ 10 626 000 $ au box-office en Amérique du Nord pour un budget de 17 000 000 $. En France, il a réalisé 619 444 entrées.

### Critique
Il a reçu un accueil critique globalement favorable, recueillant 74 % de critiques positives, avec une note moyenne de 5,8/10 et sur la base de 23 critiques collectées, sur le site agrégateur de critiques Rotten Tomatoes. Sur Metacritic, il obtient un score de 64/100 sur la base de 8 critiques collectées.

## Distinctions
Le film a remporté le prix spécial du jury au festival international du film fantastique d'Avoriaz 1982. Il a été nommé aux Saturn Awards 1982 dans les catégories du meilleur film d'horreur, du meilleur réalisateur, du meilleur acteur (Albert Finney) et du meilleur scénario.

## Autour du film
- Adaptation d'un roman de Whitley Strieber, Wolfen oppose la nature et la civilisation, les croyances ancestrales et le rationalisme. Les loups qui errent dans New-York, les Wolfen, sont les fantômes de l'Amérique sauvage se nourrissant des déchets de l'homme blanc. Le parallèle entre l'extermination du loup et des peuples Amérindiens donne au film une dimension socio-politique.
- Ce film a inspiré Metallica pour la chanson Of Wolf and Man dans leur album Metallica.
- La musique originale composée par Craig Safan, rejetée par la production, a été publiée en CD par Intrada en 2012[9].